# Vard (cràter)
Vard és un cràter d'impacte en el planeta Venus de 6,1 km de diàmetre. Porta el nom d'un antropònim armeni, i el seu nom va ser aprovat per la Unió Astronòmica Internacional el 1997.